# Josef Cyrill Sychra

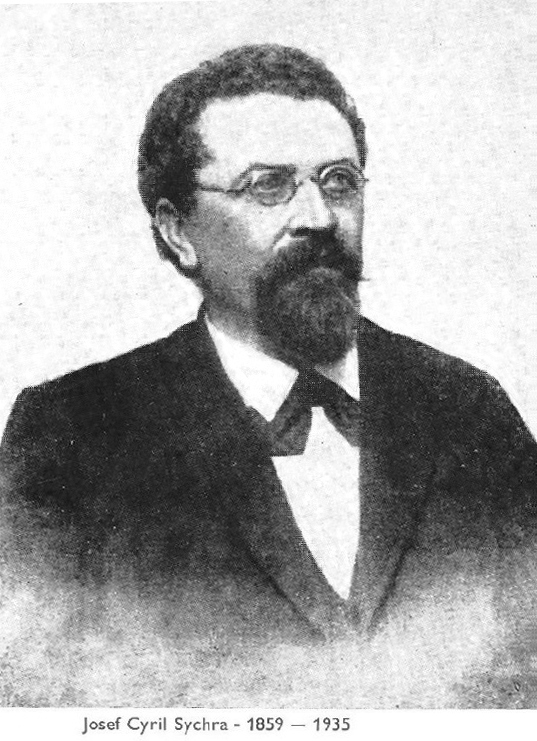
Josef Cyrill Sychra

Josef Cyrill Sychra (* 3. Dezember 1859; † 21. August 1935) war ein tschechischer Komponist, Dirigent und Musikpädagoge.
Sychra wirkte ab 1879 zehn Jahre lang als Organist und Chorleiter in Altbunzlau, danach bis 1923 in Jungbunzlau. Er komponierte vorrangig Kirchenmusik, darunter zahlreiche Messen, Orgelwerke und Lieder.